# Uriah Heep
Uriah Heep ist eine britische Hardrock-Band. Sie wurde 1969 gegründet und zählt zu den frühen und erfolgreichsten Vertretern des Genres. Die Geschichte der Band ist geprägt von häufigen Mitgliederwechseln, musikalischen Differenzen und Drogenproblemen. Der Gitarrist Mick Box ist seit 1980 das einzige verbliebene Gründungsmitglied und leitet heute die Gruppe.
Im Unterschied zu vielen anderen Interpreten gewichtet Uriah Heep in einem Teil ihrer Werke die melodische Seite des Hardrock durch ihren ausgefeilten, oft mehrstimmigen Gesang stärker. Die Band hat über 40 Millionen Tonträger verkauft.

## Geschichte

### Anfänge (1969–1972)

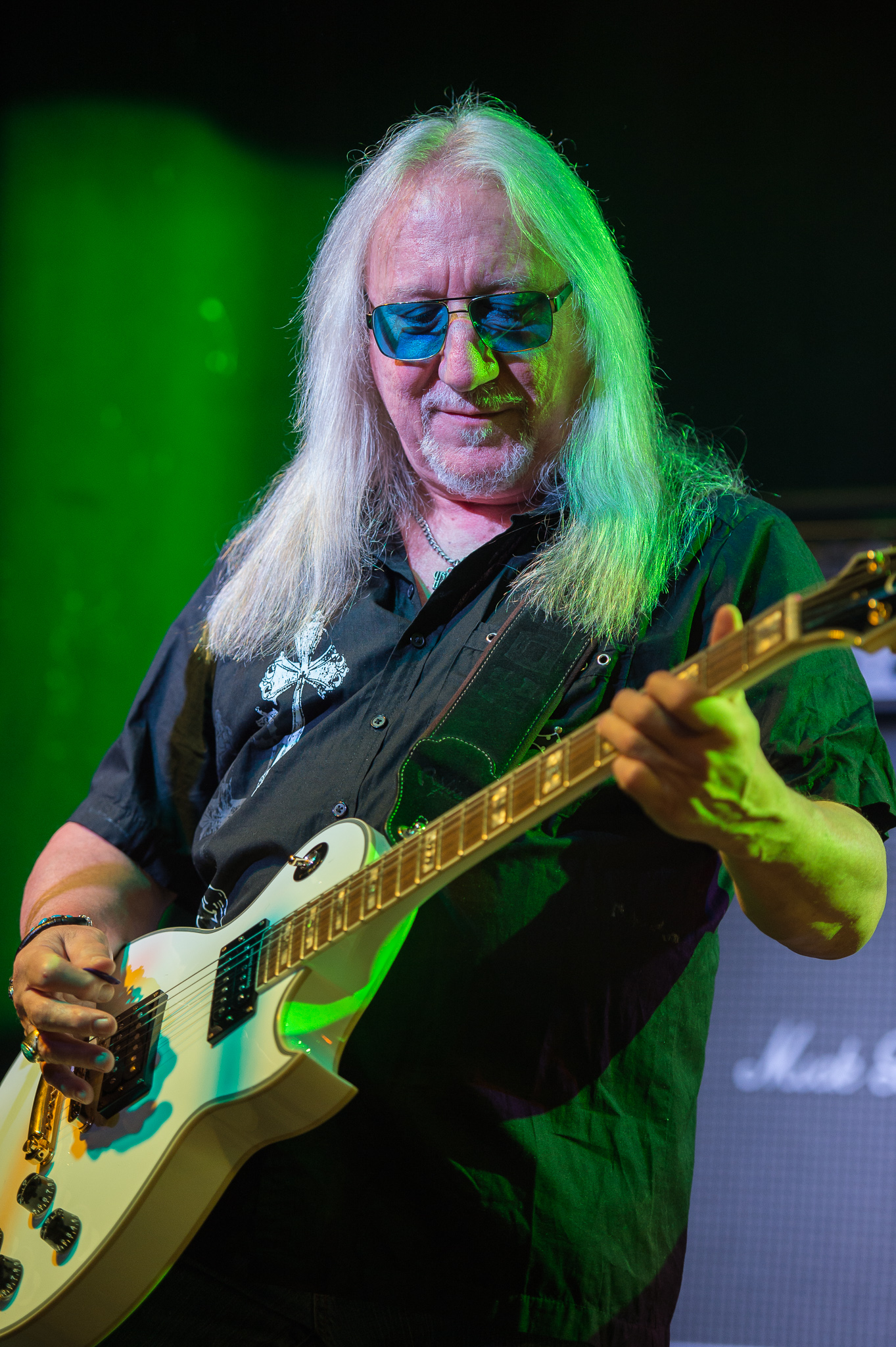
Der Gitarrist Mick Box, einziges noch aktives Gründungsmitglied (2015)

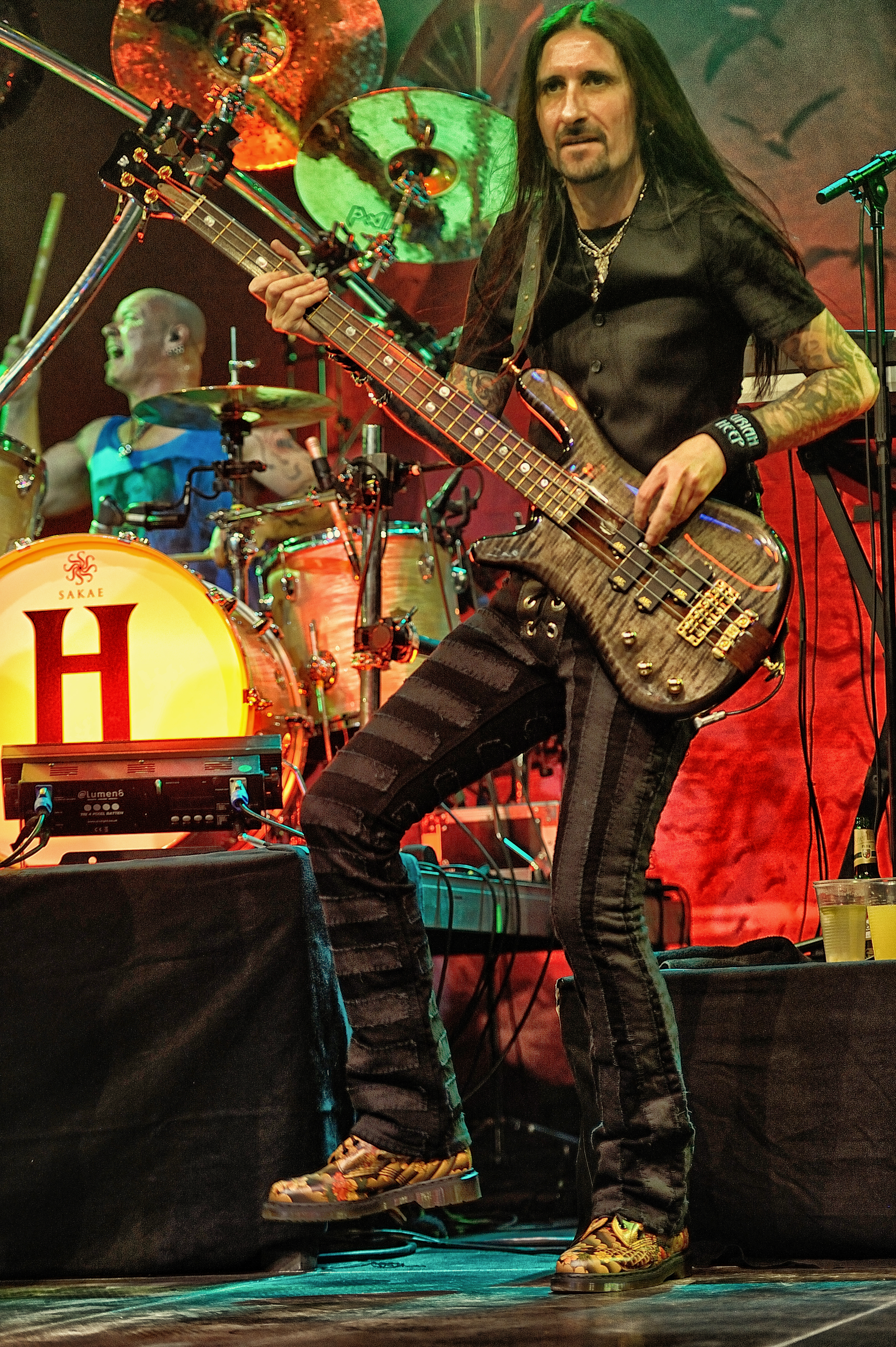
Bassist Davey Rimmer

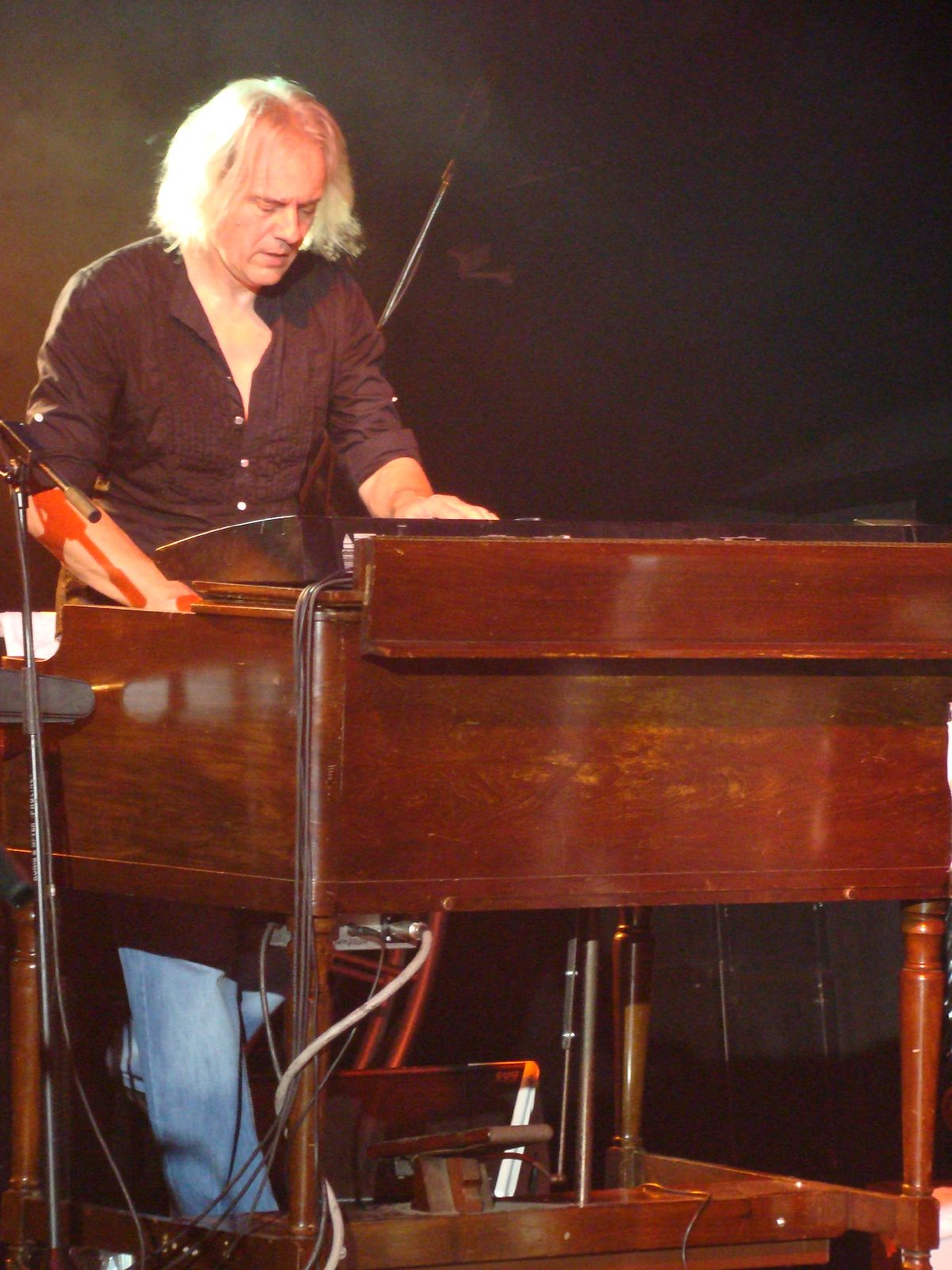
Keyboarder Phil Lanzon (2008)

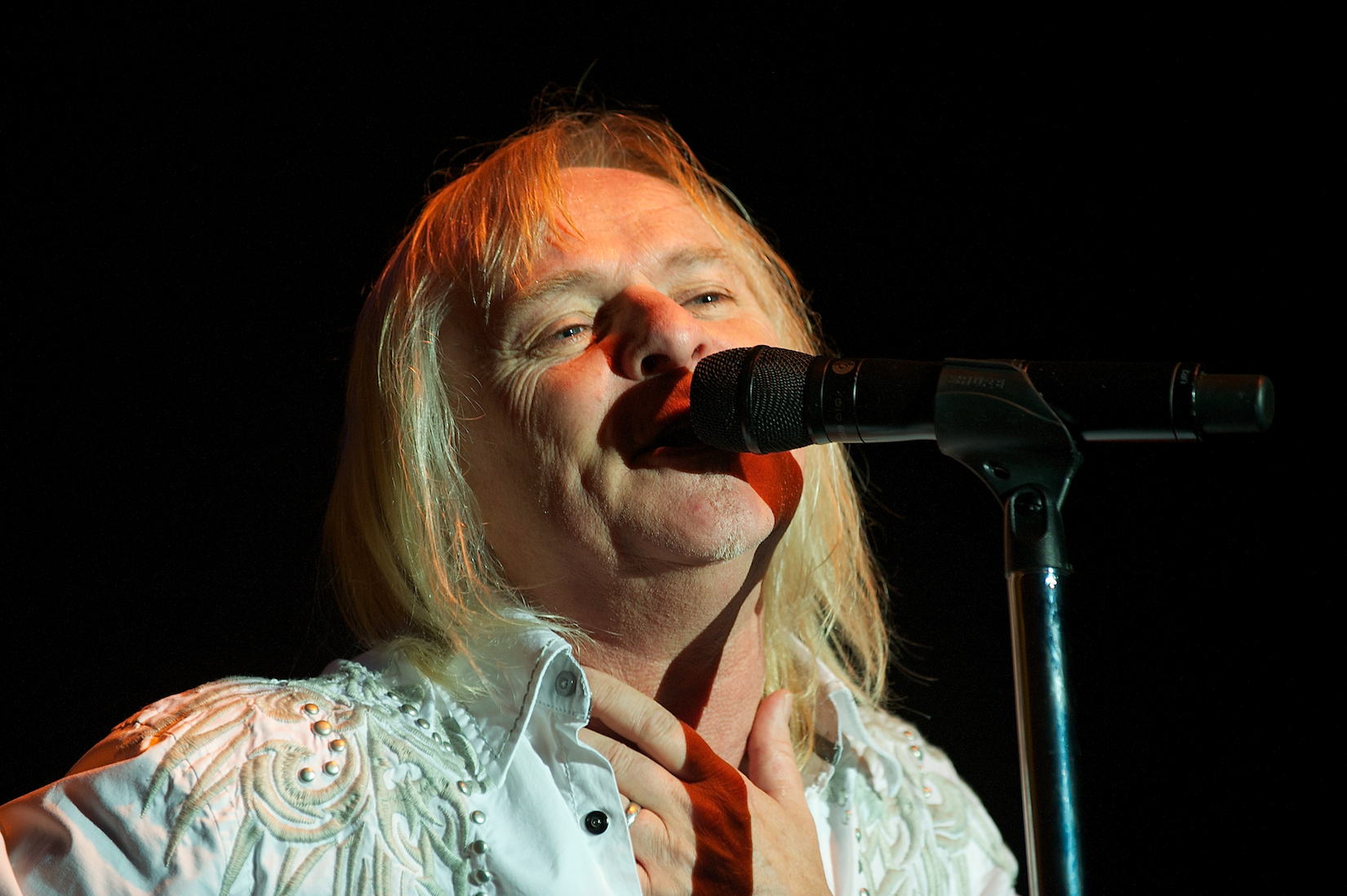
Sänger Bernie Shaw (2011)

Nach der Auflösung der Band Spice suchten die Musiker David Byron, Mick Box und Paul Newton 1969 neue Mitstreiter. Newtons Vater kontaktierte Gerry Bron, der zu dieser Zeit Manfred Mann, Colosseum und Jon Hiseman förderte und Beziehungen zu dem rockmusikorientierten Label Vertigo Records hatte. Byron hatte die Idee, dem Bandsound Keyboards hinzuzufügen und der Gruppe den Namen Uriah Heep zu geben. Er bezieht sich auf einen arbeitssuchenden Roadie, der sich nach der Figur aus dem Roman David Copperfield von Charles Dickens benannt hatte. Newton kannte den Multiinstrumentalisten und Sänger Ken Hensley von The Gods, die mit dem später auch zu Uriah Heep gehörenden Schlagzeuger Lee Kerslake schon zwei Alben und einige Singles veröffentlicht hatten.
Schon das erste Uriah-Heep-Album …very ’eavy …very ’umble enthielt mit Gypsy einen Top-30-Hit in Deutschland. 1971 wurde das Album Salisbury veröffentlicht. Es enthält mit Lady in Black, gesungen von Ken Hensley, das bekannteste Stück der Band. Das Album Look at Yourself wurde im Titelstück durch Musiker der Gruppe Osibisa ergänzt. Den Synthesizer im Song July Morning spielte Manfred Mann. Diese Alben erschienen auf dem Label Vertigo.

### Erfolge (1972–1975)
Von 1972 bis 1975 erlebte die Band ihre kommerziell erfolgreichste Zeit. Die Besetzung bestand zu dieser Zeit aus Kerslake, Byron, Hensley, Mick Box und Gary Thain. Die Alben Demons and Wizards, The Magician’s Birthday, Uriah Heep Live 1973, Sweet Freedom und Wonderworld mit den dazugehörigen Singles The Wizard, Easy Livin′ und Stealin′ waren vor allem in Europa, aber auch in Japan und den USA sehr erfolgreich.
Der Bassist Thain erlitt am 15. September 1974 während eines Konzerts in Dallas einen elektrischen Schlag. Er blieb nach dem Unfall geschwächt, und die Band musste sich von ihm trennen. Am 8. Dezember 1975 wurde er tot in seiner Wohnung aufgefunden. Seit seinem Stromunfall hatte er an Herzrhythmusstörungen gelitten. Da er heroinabhängig gewesen war, konnte die Todesursache nicht zweifelsfrei geklärt werden.
Thains Nachfolger wurde John Wetton, der zuvor Mitglied bei King Crimson und Roxy Music gewesen war. In dieser Konstellation gelang Uriah Heep 1975 in Großbritannien und anderen Ländern mit dem Album Return to Fantasy der größte Verkaufserfolg ihrer Karriere. Wetton war später Mitbegründer der britischen Supergroup Asia und wurde 1976 durch Trevor Bolder ersetzt, der zuvor in David Bowies Begleitband The Spiders from Mars spielte.
Im September 1976 trennte sich die Band von David Byron. Sein Alkoholkonsum hatte immer wieder zu internen Konflikten und schwachen Liveauftritten geführt, die in Publikumsbeschimpfungen gipfelten. Er starb 1985 an den Folgen seiner Alkoholkrankheit.

### John-Lawton-Ära und Umbrüche in der Band (1976–1986)
Nach einer US-Tour 1976 trennten sich die Wege von Uriah Heep und Sänger David Byron sowie dem Bassisten John Wetton innerhalb kurzer Zeit. Byron wurde durch John Lawton ersetzt, der zuvor Mitglied bei den Les Humphries Singers und Lucifer’s Friend gewesen war. Als neuer Bassist wurde Trevor Bolder (u. a. David Bowie) verpflichtet. Mit Lawton als Sänger gelang Uriah Heep 1977 mit Free Me in mehreren europäischen Ländern ein Top-10-Hit. Vor allem in Deutschland war die Band mit den Alben Firefly, Innocent Victim und Fallen Angel bis 1979 sehr populär. 1979 wurde das Doppel-Livealbum Live in Europe 1979 aufgenommen, wegen des Ausstiegs von John Lawton aber erst 1986 veröffentlicht. Der Hit Lady in Black kam durch Wiederveröffentlichungen gleich mehrmals wieder in die Hitparaden.
Musikalisch war diese Zeit, insbesondere die letzten beiden Lawton-Alben, deutlich poppiger als die Vorgängeralben. Insbesondere das Album Fallen Angel war vom Versuch geprägt, die Single-Erfolge Lady in Black und Free Me zu wiederholen. Auch innerhalb der Band kriselte es: Ken Hensley sprach später davon, dass er zu dieser Zeit bereits halbherzig und widerwillig für die Band gearbeitet hatte. Erstmals wurde auch auf externe Songwriter zurückgegriffen.
Nach Streitigkeiten zwischen Hensley und Lawton trennten sich 1979 die Wege. Mit der Wahl des Nachfolgers John Sloman war er aber auch unzufrieden, so dass Hensley sich 1980 während der Conquest-Tour endgültig von der Band verabschiedete. Laut eigenen Angaben war Hensley bereits gegen eine Anstellung von Sloman gewesen und hatte damals Pete Goalby vorgeschlagen, was von den anderen Bandmitgliedern jedoch nicht akzeptiert wurde.
Mick Box gelang mit dem Album Abominog und dem neuen Sänger Peter „Pete“ Goalby ein Comeback. Die drei Platten mit Goalby orientierten sich stark am amerikanischen Mainstream-Heavy-Rock. Goalbys Stimme litt aber zunehmend unter den pausenlosen Konzerten, und schließlich war der Sänger dem Tourstress nicht mehr gewachsen. Nach seinem Ausscheiden aus Uriah Heep beendete Goalby seine Karriere.

### Neuorientierung (1986–2006)
Im Juli 1986 fand Uriah Heep mit Stephen „Steff“ Fontaine einen neuen Sänger. Mit ihm und dem neuen Keyboarder Phil Lanzon ging die Band auf eine kleine Nordamerikatour. Doch schon im September 1986 trennte sich die Gruppe wieder von Fontaine, da er einen Auftritt versäumte und insgesamt unzuverlässig und unprofessionell erschien. Er wurde durch Bernie Shaw ersetzt. Damit hatte Uriah Heep eine Formation gefunden, die über 20 Jahre Bestand hatte.
Erste Veröffentlichung in dieser Besetzung war das Live-Album Live in Moscow, das den Querschnitt von zehn ausverkauften Konzerten 1987 im Moskauer Olympiastadion darstellt. Das Album enthält neben klassischen Stücken der Band auch drei Songs, die nicht auf einem regulären Studioalbum erschienen waren. Mit den Auftritten in der Sowjetunion betrat Uriah Heep Neuland: Sie war die erste westliche Hardrockband, die offiziell in der Sowjetunion aufgetreten ist. Das erste Studioalbum dieser Besetzung wurde 1989 veröffentlicht: Raging Silence, produziert von Richard Dodd.
Nach dem 1991 vom Bassisten Trevor Bolder produzierten Album Different World erschien 1995 mit Sea of Light das nächste Album. Auf der zugehörigen Tour im selben Jahr gab es ein Wiedersehen mit dem ehemaligen Sänger John Lawton, der für den an den Stimmbändern erkrankten Shaw für einige Auftritte in Südafrika, Österreich und Deutschland einsprang. 1998 erschien das für längere Zeit letzte Studioalbum Sonic Origami. Am 7. Dezember 2001 fand Uriah Heep mit den ehemaligen Mitgliedern John Lawton und Ken Hensley für einen einmaligen Auftritt in London wieder zusammen. Das Ergebnis war das Live-Album The Magicians Birthday Party. Ebenfalls 2001 (mit Ian Anderson von Jethro Tull als Gast), und im Dezember 2006 ging Uriah Heep mit einem Akustikprogramm auf Tournee. Ende Januar 2007 musste sich der Schlagzeuger Lee Kerslake, der der Band mit kurzer Unterbrechung seit 1972 zur Verfügung gestanden hatte, aus gesundheitlichen Gründen zurückziehen.

### Erneute Umbrüche (seit 2007)
Anfang März 2007 übernahm der Studiodrummer Russell Gilbrook, der schon mit Tony Iommi (Black Sabbath), Van Morrison und John Farnham gearbeitet hatte, dessen Platz. Im Mai 2008 erschien das 21. Studioalbum Wake the Sleeper. Die internationale Presse lobte das Werk und das Rockmagazin Eclipsed wählte es zum Album des Monats. Anlässlich des 40-jährigen Bestehens nahm die Band die größten Erfolge ihrer Karriere erneut im Studio auf. Die Neueinspielungen erschienen 2009, ergänzt um zwei neue Stücke, unter dem Titel Celebration. Dazu ging die Band zwischen 2009 und 2010 auf Deutschlandtour. 2011 veröffentlichte die Band das 22. Studioalbum Into the Wild sowie die Auskopplung Nail on the Head.
Im Januar 2013 musste sich der Bassist Trevor Bolder wegen eines Krebsleidens einer Operation unterziehen. Er wurde bei Auftritten von John Jowitt (u. a. IQ) und Dave Rimmer (u. a. Zodiac Mindwarp) vertreten. Bolder wollte im Juni beim Download-Festival wieder mit der Band auftreten, erlag jedoch im Mai 2013 im Alter von 62 Jahren seiner Krankheit. Zudem nahm der Sänger Bernie Shaw im Mai 2013 aus gesundheitlichen Gründen eine Auszeit. Für ihn sprang erneut der frühere Sänger John Lawton ein. Bei diesen Konzerten spielte die Band hauptsächlich Songs aus dessen Zeit bei Uriah Heep. Im Juni 2014 veröffentlichte die Band das Album Outsider, zum ersten Mal mit Bassist Dave Rimmer als offiziellem Bandmitglied. 2018 erschien mit Living The Dream ein weiteres Studioalbum in derselben Besetzung.
Im September 2020 starb Ex-Schlagzeuger Lee Kerslake im Alter von 73 Jahren an den Folgen seiner Krebserkrankung. Im November 2020 starb Gründungsmitglied und Ex-Bandchef Ken Hensley unerwartet im Alter von 75 Jahren nach kurzer schwerer Krankheit.
Im Januar 2023 wurde mit Chaos & Colour das 25. Studioalbum veröffentlicht. Zuvor war bereits Gründungsmitglied Alex Napier gestorben, was jedoch erst im Februar von Mick Box auf dessen Facebook-Seite öffentlich gemacht wurde. Mick Box ist heute das einzige verbliebene Gründungsmitglied von Uriah Heep.

## Diskografie
Studioalben

| Jahr | Titel                    | Höchstplatzierung, Gesamtwochen, AuszeichnungChartplatzierungen (Jahr, Titel, Platzierungen, Wochen, Auszeichnungen, Anmerkungen) | Höchstplatzierung, Gesamtwochen, AuszeichnungChartplatzierungen (Jahr, Titel, Platzierungen, Wochen, Auszeichnungen, Anmerkungen) | Höchstplatzierung, Gesamtwochen, AuszeichnungChartplatzierungen (Jahr, Titel, Platzierungen, Wochen, Auszeichnungen, Anmerkungen) | Höchstplatzierung, Gesamtwochen, AuszeichnungChartplatzierungen (Jahr, Titel, Platzierungen, Wochen, Auszeichnungen, Anmerkungen) | Höchstplatzierung, Gesamtwochen, AuszeichnungChartplatzierungen (Jahr, Titel, Platzierungen, Wochen, Auszeichnungen, Anmerkungen) | Anmerkungen                                              |
| Jahr | Titel                    | DE | AT | CH | UK | US | Anmerkungen                                              |
| ---- | ------------------------ | --- | --- | --- | --- | --- | -------------------------------------------------------- |
| 1970 | …very ’eavy …very ’umble | DE22 (8 Wo.)DE | — | — | — | US186 (4 Wo.)US | Erstveröffentlichung: Juni 1970                          |
| 1971 | Salisbury                | DE31 (16 Wo.)DE | — | — | — | US103 (9 Wo.)US | Erstveröffentlichung: Januar 1971                        |
| 1971 | Look at Yourself         | DE11 (28 Wo.)DE | — | — | UK39 (1 Wo.)UK | US93 (20 Wo.)US | Erstveröffentlichung: September 1971                     |
| 1972 | Demons and Wizards       | DE5 (29 Wo.)DE | — | CH89 (1 Wo.)CH | UK20 (11 Wo.)UK | US23 Gold · (38 Wo.)US | Erstveröffentlichung: 19. Mai 1972 Verkäufe: + 500.000   |
| 1972 | The Magician’s Birthday  | DE7 (28 Wo.)DE | — | — | UK28 (3 Wo.)UK | US31 Gold · (22 Wo.)US | Erstveröffentlichung: November 1972 Verkäufe: + 500.000  |
| 1973 | Sweet Freedom            | DE12 (24 Wo.)DE | AT9 (4 Wo.)AT | — | UK18 Silber · (3 Wo.)UK | US33 Gold · (23 Wo.)US | Erstveröffentlichung: September 1973 Verkäufe: + 560.000 |
| 1974 | Wonderworld              | DE7 (20 Wo.)DE | AT2 (12 Wo.)AT | — | UK23 Silber · (3 Wo.)UK | US38 (15 Wo.)US | Erstveröffentlichung: Juni 1974 Verkäufe: + 60.000       |
| 1975 | Return to Fantasy        | DE21 (16 Wo.)DE | AT3 (16 Wo.)AT | — | UK7 Silber · (6 Wo.)UK | US85 (10 Wo.)US | Erstveröffentlichung: Mai 1975 Verkäufe: + 60.000        |
| 1976 | High and Mighty          | DE48 (4 Wo.)DE | — | — | UK55 (1 Wo.)UK | US161 (3 Wo.)US | Erstveröffentlichung: Juni 1976                          |
| 1977 | Firefly                  | DE17 (18 Wo.)DE | — | — | — | US166 (3 Wo.)US | Erstveröffentlichung: Februar 1977                       |
| 1977 | Innocent Victim          | DE15 (26 Wo.)DE | — | — | — | — | Erstveröffentlichung: November 1977                      |
| 1978 | Fallen Angel             | DE18 (8 Wo.)DE | — | — | — | US186 (5 Wo.)US | Erstveröffentlichung: 16. Oktober 1978                   |
| 1980 | Conquest                 | DE33 (10 Wo.)DE | — | — | UK37 (3 Wo.)UK | — | Erstveröffentlichung: Februar 1980                       |
| 1982 | Abominog                 | DE52 (2 Wo.)DE | — | — | UK34 (6 Wo.)UK | US56 (16 Wo.)US | Erstveröffentlichung: März 1982                          |
| 1983 | Head First               | DE56 (1 Wo.)DE | — | — | UK46 (4 Wo.)UK | US159 (10 Wo.)US | Erstveröffentlichung: Mai 1983                           |
| 1985 | Equator                  | — | — | — | UK79 (2 Wo.)UK | — | Erstveröffentlichung: 25. März 1985                      |
| 1989 | Raging Silence           | — | — | CH26 (1 Wo.)CH | — | — | Erstveröffentlichung: 4. Juni 1989                       |
| 1991 | Different World          | — | — | — | — | — | Erstveröffentlichung: Februar 1991                       |
| 1995 | Sea of Light             | DE87 (4 Wo.)DE | — | CH29 (4 Wo.)CH | — | — | Erstveröffentlichung: 1995                               |
| 1998 | Sonic Origami            | — | — | — | — | — | Erstveröffentlichung: September 1998                     |
| 2008 | Wake the Sleeper         | — | — | CH55 (1 Wo.)CH | — | — | Erstveröffentlichung: 2. Juni 2008 Verkäufe: + 10.000    |
| 2009 | Celebration              | DE99 (1 Wo.)DE | — | — | — | — | Erstveröffentlichung: 26. Oktober 2009                   |
| 2011 | Into the Wild            | DE32 (4 Wo.)DE | AT58 (1 Wo.)AT | CH42 (2 Wo.)CH | — | — | Erstveröffentlichung: 12. April 2011                     |
| 2014 | Outsider                 | DE32 (2 Wo.)DE | AT56 (1 Wo.)AT | CH17 (4 Wo.)CH | — | — | Erstveröffentlichung: 6. Juni 2014                       |
| 2018 | Living the Dream         | DE10 (3 Wo.)DE | AT18 (2 Wo.)AT | CH5 (5 Wo.)CH | UK57 (1 Wo.)UK | — | Erstveröffentlichung: 14. September 2018                 |
| 2023 | Chaos & Colour           | DE4 (4 Wo.)DE | AT10 (1 Wo.)AT | CH5 (4 Wo.)CH | UK73 (1 Wo.)UK | — | Erstveröffentlichung: 27. Januar 2023                    |

grau schraffiert: keine Chartdaten aus diesem Jahr verfügbar